# Artabotrys rufus
Artabotrys rufus är en kirimojaväxtart som beskrevs av De Wild. Artabotrys rufus ingår i släktet Artabotrys och familjen kirimojaväxter. Inga underarter finns listade i Catalogue of Life.